# 옥천로 (여수시)
옥천로(Okcheon-ro) 전라남도 여수시 화양면 나진교차로에서 여수시 화양면 창무교차로 를 잇는 도로이다.

## 주요 경유지
전라남도
- 여수시 (화양면 . 소라면)

## 노선
| 이름        | 접속 노선                        | 소재지 | 소재지 | 비고 |
| ----------- | -------------------------------- | ------ | ------ | ---- |
| 나진 교차로 | 국가지원지방도 제22호선 (화양로) | 여수시 | 화양면 |      |
| 나진재      |                                  | 여수시 | 화양면 |      |
| 석교삼거리  | 석교로                           | 여수시 | 화양면 |      |
| 창무 교차로 | 국가지원지방도 제22호선 (화양로) | 여수시 | 화양면 |      |